# San Pelayo (ort i Colombia, Córdoba, lat 8,96, long -75,84)
San Pelayo är en ort i Colombia.   Den ligger i departementet Córdoba, i den nordvästra delen av landet, 500 km norr om huvudstaden Bogotá. San Pelayo ligger 11 meter över havet och antalet invånare är 5 637.
Terrängen runt San Pelayo är mycket platt. Runt San Pelayo är det tätbefolkat, med 297 invånare per kvadratkilometer. Närmaste större samhälle är Cereté, 9,6 km sydost om San Pelayo. Omgivningarna runt San Pelayo är huvudsakligen savann.